# Ana Bantăș
Ana Bantăș (n. secolul al XVII-lea – d. 1677) a fost mama fraților Antioh și Dimitrie Cantemir și a treia soție a domnului Moldovei Constantin Cantemir.

## Biografie
Ana Bantăș se trage „din vechea stirpe moldovenească a Bantășilor, nepoată după mamă a Anastasiei, soția Ducăi-vodă”. Unul din strămoșii Anei pare să fi fost „Vicol, un târgoveț din Lăpușna”. Dimitrie Cantemir o descrie ca o „...femeie vrednică de pomenit printre cele dintăi femei ale veacului aceluia, știutoare de bună carte, foarte pricepută și dibace în treburile gospodăriei la care trebuie adăugate toate însușirile ce se cuvin lăudate la o femeie înzestrată cu virtute”. Într-adevăr, Ana Bantăș a avut parte de o educație aleasă, fiind una din puținele femei cu carte din Moldova secolului al XVII-lea și contribuind astfel la formarea viitorului enciclopedist Dimitrie Cantemir.
Numele Bantăș provine, de rând cu variantele Banta, Bantu, Bantoș și Bantuș, fie de la „bantă” (legătoare), fie de la numele Banto, de origine proto-bulgară. Etimologia turcă a acestui nume, presupusă de istorici ruși, este contestată de academicienii din Republica Moldova.